# 500-km-Rennen von Mugello 1967

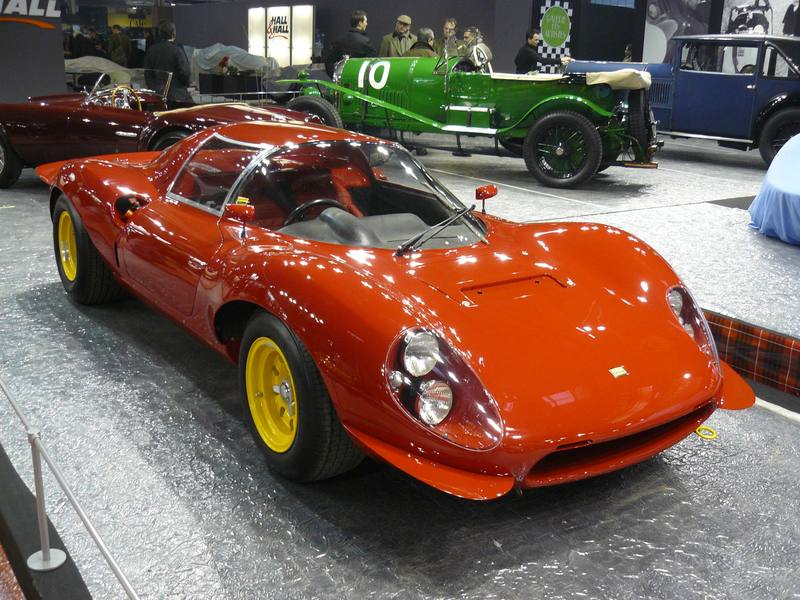
Auf einem Ferrari Dino 206SP verunglückte Günter Klass im Training tödlich

Das 500-km-Rennen von Mugello 1967, auch die Trofeo Frescobaldi, Mugello, Circuito del Mugello, fand am 23. Juli auf dem Circuito stradale del Mugello statt und war der neunte Wertungslauf der Sportwagen-Weltmeisterschaft dieses Jahres.

## Das Rennen
Seit 1914 wurden auf dem Circuito stradale del Mugello Autorennen veranstaltet. Mit einer Streckenlänge von 66,200 Kilometern war es das Rennen mit dem längsten Rundkurs der Saison. Wie bei der Targa Florio starteten auch beim 500-km-Rennen die Fahrer mit ihren Fahrzeugen gleichzeitig ins Rennen, sondern in zeitlichen Abständen. Im Training am Samstag vor dem Renntag wurde die Veranstalter zum ersten Mal seit der ersten Austragen 1914 mit den tragischen Folgen eines fatalen Unfalls konfrontiert.
Günter Klass war von der Scuderia Ferrari mit Teampartner Jonathan Williams auf einem Ferrari Dino 206P gemeldet. Ein zweiter Werkswagen, ein Dino 206S, wurde für Ludovico Scarfiotti und Nino Vaccarella vorbereitet. Als Trainingswagen kam ein Dino 206SP zum Einsatz, mit dem Klass tödlich verunglückte. Auf einem schnellen Streckenstück zwischen Firenzuola und der Anfahrt zum Passo del Giogo kam der Ferrari in einer Linkskurve von der Straße ab und prallte mit der rechten Fahrzeugseite gegen einen Baum. Klass Verhängnis war die Ferrari-Tradition der Rechtslenker, da Teile des Baumes von rechts bis in die Fahrzeugmitte entrangen. Klass konnte schnell von Zuschauern geborgen werden, auch ein Rettungsteam war schnell zur Stelle, das den Schwerverletzten zu einem Hubschrauber brachte. Klass wurde damit in ein Krankenhaus nach Florenz geflogen, erlag aber beim Transport seinen schweren Verletzungen.
Nach dem Tod von Klass zog Ferrari die beiden gemeldeten Wagen vom Rennen zurück. Das Werksteam von Porsche verlor dadurch seinen wichtigsten Konkurrenten. Mit den beiden Achtzylinder-910 von Udo Schütz/Gerhard Mitter und Jochen Neerpasch/Rolf Stommelen feierte das deutsche Team einen überlegenen Doppelsieg.

## Ergebnisse

### Schlussklassement
| 1               | P + 2.0   | 1   | Porsche System       | Udo Schütz Gerhard Mitter                 | Porsche 910 2.2           | 8 |
| 2               | P + 2.0   | 2   | Porsche System       | Jochen Neerpasch Rolf Stommelen           | Porsche 910 2.2           | 8 |
| 3               | P 2.0     | 30  | Porsche System       | Gijs van Lennep Vic Elford                | Porsche 911R              | 8 |
| 4               | P + 2.0   | 4   | Ford France          | Jo Schlesser Guy Ligier                   | Ford Mk IIB               | 7 |
| 5               | S 2.0     | 63  |                      | Leo Cella Giampiero Biscaldi              | Porsche 906               | 7 |
| 6               | S 2.0     | 65  |                      | Carlo Facetti Antonio Nicodemi            | Porsche 906               | 7 |
| 7               | T + 1.3   | 154 |                      | Aldo Horvat Silvio Moser                  | Alfa Romeo GTA            | 7 |
| 8               | T + 1.3   | 148 |                      | Carlo Benelli Giuseppe Virgilio           | Alfa Romeo GTA            | 7 |
| 9               | P 2.0     | 27  |                      | Sandro Munari                             | Lancia Fulvia HF          | 7 |
| 10              | S 2.0     | 64  | Antonio Zadala       | Antonio Zadala Giuseppe Dalla Torre       | Porsche 906               | 7 |
| 11              | S 1.3     | 90  | Abarth Corse         | Mauro Nesti Ernst Furtmayr Toine Hezemans | Abarth 1300 OT            | 7 |
| 12              | P 2.0     | 14  |                      | Mark Konig                                | Nomad Mk.1                | 7 |
| 13              | S + 2.0   | 49  | Edward Nelson        | Edward Nelson                             | Ford GT40                 | 7 |
| 14              | T + 1.3   | 143 |                      | Terry Hunter Roy Pierpoint                | Porsche 911               | 7 |
| 15              | T 1.3     | 158 |                      | Giuliano Facetti Marco Crosina            | Lancia Fulvia HF          | 7 |
| 16              | T + 1.3   | 147 |                      | Enrico Bettoni Giorgio Pianta             | Alfa Romeo GTA            | 7 |
| 17              | T + 1.3   | 155 |                      | Fiorenzo Genta Giuseppe Trombetta         | Alfa Romeo GTA            | 7 |
| 18              | S 1.3     | 86  |                      | Gianni Lado Giorgio Danieli               | Abarth 1300 OT            | 7 |
| 19              | T 1.3     | 165 |                      | Germano Nataloni Pauli Toivonen           | Lancia Fulvia HF          | 7 |
| 20              | P 2.0     | 35  |                      | Clive Baker                               | Austin-Healey Sprite      | 7 |
| 21              | T 1.3     | 166 |                      | Giuseppe Giacomini Ugo Barillaro          | Renault R8                | 7 |
| 22              | T + 1.3   | 139 |                      | Moreno Baldi Raffaello Rosati             | Porsche 911               | 7 |
| 23              | GT 1.3    | 133 |                      | Luigi Cabella Giovanni Marini             | Lancia Fulvia HF/R        | 7 |
| 24              | P + 2.0   | 5   |                      | Roger Enever Alec Poole                   | MGB                       | 7 |
| 25              | S 1.6     | 76  |                      | Aldo Bersano Mario Regis                  | Alfa Romeo Giulia TZ      | 7 |
| 26              | S 1.6     | 71  |                      | Aldo Bardelli Francesco Cerri             | Alfa Romeo Giulia TZ      | 7 |
| 27              | S 1.3     | 88  |                      | Andrew Hedges                             | Austin-Healey Sprite      | 6 |
| 28              | T 1.3     | 167 |                      | Giorgio Cecchini Luigi Cecchini           | Alfa Romeo 1300 GT Junior | 6 |
| 29              | T + 1.3   | 156 |                      | Giovanni Palombo Mario Radicella          | Alfa Romeo GTA            | 6 |
| 30              | GT + 1.6  | 109 |                      | Dan Margulies Rob Mackie                  | Porsche 911S              | 6 |
| 31              | GT + 1.6  | 119 |                      | Giuseppe Ceccato Franco Pianezzola        | Fiat 124                  | 6 |
| 32              | T 1.3     | 168 |                      | Alfredo Riolo Stefano Dolce               | Lancia Fulvia HF          | 6 |
| 33              | GT + 1.6  | 105 |                      | Giancarlo Scotti Attilio Brandi           | Fiat Dino                 | 6 |
| 34              | GT 1.6    | 120 |                      | Ansano Cecchini Cornelio Bardoni          | Alfa Romeo Giulia S       | 6 |
| 35              | P 2.0     | 22  |                      | Alessandro Ragazzi Amos Cecchi            | Alfa Romeo Giulia TZ      | 6 |
| 36              | GT 1.3    | 130 |                      | Cristiano Del Balzo                       | Lancia Fulvia HF/R        | 6 |
| 37              | P 2.0     | 24  |                      | Jackie Bond-Smith Joey Cook               | Marcos Mini GT            | 6 |
| 38              | GT 1.3    | 136 |                      | Antonio Catalano                          | Lancia Fulvia             | 6 |
| 39              | P 2.0     | 20  |                      | Tim Lalonde Mike Garton                   | Marcos Mini GT            | 6 |
| 40              | P 1.0     | 41  |                      | Enzo Buzzetti Secondo Ridolfi             | Fiat-Abarth 1000 SP       | 6 |
| 41              | GT 1.3    | 125 |                      | Michel Pilet Maurizio Masini              | Triumph Spitfire          | 6 |
| 42              | P + 2.0   | 6   |                      | Giancarlo Naddeo                          | Bizzarrini GT Strada 5300 | 6 |
| 43              | GT 1.6    | 121 |                      | Pierre Papazian                           | Lotus Elan                | 6 |
| 44              | GT 1.6    | 114 |                      | Salvatore Ferrera                         | Alfa Romeo Giulia S       | 6 |
| 45              | T + 1.3   | 149 |                      | Romano Martini Alessandro Federico        | Alfa Romeo GTA            | 6 |
| 46              | GT 1.3    | 129 |                      | Giuseppe Mariella Arturo Merzario         | Lancia Fulvia HF/R        | 6 |
| 47              | T + 1.3   | 153 |                      | Angelo Corio                              | Alfa Romeo GTA            | 5 |
| 48              | S + 2.0   | 48  |                      | Nicholas Granville-Smith                  | Shelby Cobra              | 5 |
| 49              | S 1.0     | 95  |                      | Mauro Baldo Claudio Margoni               | Fiat-Abarth 1000S         | 5 |
| Ausgefallen     |           |     |                      |                                           |                           |   |
| 50              | P 2.0     | 15  |                      | Jack Wheeler Mike Franey                  | Austin-Healey Sprite      | 6 |
| 51              | S 2.0     | 56  |                      | Gerhard Koch Dieter Glemser               | Porsche 906               | 6 |
| 52              | GT + 1.6  | 101 |                      | Paus Vestey                               | Ferrari 275 GTB/C         | 6 |
| 53              | GT 1.3    | 134 |                      | Raffaele Pinto                            | Lancia Fulvia Rallye HF   | 6 |
| 54              | GT 1.3    | 135 |                      | Alberto Girardini Zefferino Filippi       | Lancia Fulvia Rallye HF   | 6 |
| 55              | P 2.0     | 11  |                      | Steve Neal John Moore                     | Austin-Healey Sprite      | 5 |
| 56              | T + 1.3   | 150 |                      | Alessandro Moncini Walter Dona            | Alfa Romeo GTA            | 5 |
| 57              | P 2.0     | 18  |                      | Mike Twite Ian Tee                        | Ginetta G12               | 4 |
| 58              | P 2.0     | 23  | Porsche System       | Jo Siffert Hans Herrmann                  | Porsche 910               | 4 |
| 59              | S 1.3     | 89  |                      | Giuseppe Rebaudi Romano Ramonio           | Abarth 1300 OT            | 4 |
| 60              | GT 1.6    | 116 |                      | Raffaele Restivo Francesco Jemma          | Fiat 124                  | 4 |
| 61              | T + 1.3   | 146 |                      | Luigi Raniero Bartolomeo Badii            | Alfa Romeo GTA            | 4 |
| 62              | P 2.0     | 16  | Autodelta            | Colin Davis Spartaco Dini                 | Alfa Romeo T33            | 3 |
| 63              | P 2.0     | 21  |                      | Peter Bryan Peter Taggart                 | Ginetta G12               | 3 |
| 64              | P 2.0     | 26  | Autodelta            | Andrea de Adamich Nanni Galli             | Alfa Romeo T33            | 3 |
| 65              | P 1.0     | 38  |                      | Peter de Meritt Jean Blanc                | Lotus 23                  | 3 |
| 66              | S 2.0     | 58  | Luigi Taramazzo      | Riccardo Di Bona Luigi Taramazzo          | Porsche 906               | 3 |
| 67              | S 1.6     | 69  |                      | Marino Bonomi Sandro Bonomi               | Alfa Romeo Giulia TZ      | 3 |
| 68              | S 1.6     | 70  |                      | Vittorio Mascari Roberto Giardi           | Alfa Romeo Giulia TZ      | 3 |
| 69              | S 1.6     | 73  |                      | Girolamo Capra Andrea Polli               | Alfa Romeo Giulia TZ      | 3 |
| 70              | S 1.3     | 81  |                      | Carlo Zuccoli Sergio Morando              | Abarth 1300 OT            | 3 |
| 71              | S 1.3     | 85  | Abarth Corse         | Achille Marzi Toine Hezemans              | Abarth 1300 OT            | 3 |
| 72              | GT 1.6    | 112 |                      | James Bernard Fortmann Mauro Cintolesi    | Lotus Elan                | 3 |
| 73              | GT 1.6    | 118 |                      | Giuseppe de Gregorio                      | Alfa Romeo Duetto         | 3 |
| 74              | T + 1.3   | 142 |                      | Ennio Bonomelli Giambattista Guarnieri    | Porsche 911               | 3 |
| 75              | S 2.0     | 57  |                      | David Piper Mike De Udy                   | Porsche 906               | 2 |
| 76              | S 2.0     | 57  |                      | John Morris Martin Hone                   | Porsche 904 GTS           | 2 |
| 77              | S 1.0     | 98  |                      | Francesco Patané Orazio Scaglia           | Fiat-Abarth 1000S         | 2 |
| 78              | GT 1.3    | 128 |                      | Ugo Locatelli „Nef“                       | Lancia Fulvia HF/R        | 2 |
| 79              | GT 1.3    | 161 |                      | Rinaldo Parmigiani Bob Anderson           | Alfa Romeo 1300 GT Junior | 2 |
| 80              | T 1.3     | 169 |                      | Franco Zaniratti                          | Morris Mini Cooper S      | 2 |
| 81              | P 2.0     | 28  |                      | Corrado Ferlaino Antonio Maglione         | Ferrari Dino 206SP        | 1 |
| 82              | S 2.0     | 61  |                      | Alberto Luti Bruno Zavagli                | Porsche 906               | 1 |
| 83              | S 1.6     | 68  |                      | Urs-Peter Dietrich Silvano Stefani        | Lotus Elan                | 1 |
| 84              | S 1.6     | 75  |                      | Willy Elsinger                            | Lotus Elan 26R            | 1 |
| 85              | S 1.3     | 82  |                      | Richard Joseph John Green                 | Diva GT                   | 1 |
| 86              | S 1.3     | 83  |                      | Guido Nicolai Anzio Zucchi                | Abarth 1300 OT            | 1 |
| 87              | S 1.3     | 91  |                      | John Bloomfield John Corfield             | Diva GT                   | 1 |
| 88              | GT + 1.6  | 106 |                      | Björn Rothstein Boo Johansson             | Porsche 911S              | 1 |
| 89              | GT + 1.6  | 107 |                      | Tom Frazier                               | Porsche 911S              | 1 |
| 90              | T + 1.3   | 151 |                      | Roberto Dolfi Roberto Nerini              | Alfa Romeo GTA            | 1 |
| 91              | T 1.3     | 171 |                      | Furlan Silvano Pittini                    | Morris Mini Cooper        | 1 |
| 92              | P + 2.0   | 3   | Scuderia Filipinetti | Mario Casoni Herbert Müller               | Ferrari 412P              | 1 |
| 93              | P 1.0     | 39  |                      | Albert Powell Norman Abbott               | Costin-Nathan Hillman GT  | 1 |
| 94              | P 1.0     | 44  |                      | Guy Edwards Peter Anslow                  | Marcos Mini GT            | 1 |
| 95              | S 1.6     | 74  |                      | Don Marriott Bobby George                 | Lotus Elan                | 1 |
| 96              | S 1.3     | 84  |                      | Franco Pilone Eris Tondelli               | Abarth 1300 OT            | 1 |
| 97              | T + 1.3   | 141 |                      | Ricciardo Ricci „Sergio“                  | Porsche 911               | 1 |
| 98              | T 1.3     | 163 |                      | Domenico Cedrati Giancarlo Galimberti     | Morris Mini Cooper S      | 1 |
| 99              | P 2.0     | 33  | Autodelta            | Lucien Bianchi Ignazio Giunti             | Alfa Romeo T33            | 1 |
| Nicht gestartet |           |     |                      |                                           |                           |   |
| 100             | P 2.0     | 12  | SEFAC Ferrari        | Ludovico Scarfiotti Nino Vaccarella       | Ferrari Dino 206S         | 1 |
| 101             | P 2.0     | 19  | SEFAC Ferrari        | Günter Klass Jonathan Williams            | Ferrari Dino 206P         | 2 |
| 102             | S 2.0     | 62  | Sten Axelsson        | Sten Axelsson Ben Pon                     | Porsche 906               | 3 |
| 103             | GT + 1.6  | 100 |                      | Asheton Cross Roger Taylor                | AC Cobra                  | 4 |
| 104             | P 2.0     | T   | Porsche System       | Jo Siffert                                | Porsche 910               | 5 |
| 105             | P + 2.0   | T   | Porsche System       | Gerhard Mitter Rolf Stommelen             | Porsche 910 2.2           | 6 |
| 106             | Gr.7. 2.0 | T   | SEFAC Ferrari        | Günter Klass                              | Ferrari Dino 206SP        | 7 |

1 nach tödlichem Unfall von Klass zurückgezogen
2 nach tödlichem Unfall von Klass zurückgezogen
3 nicht gestartet
4 nicht gestartet
5 Trainingswagen
6 Trainingswagen
7 tödlicher Unfall im Training

### Nur in der Meldeliste
Hier finden sich Teams, Fahrer und Fahrzeuge, die ursprünglich für das Rennen gemeldet waren, aber aus den unterschiedlichsten Gründen daran nicht teilnahmen.
| Pos. | Klasse  | Nr. | Team | Fahrer                            | Chassis            |
| ---- | ------- | --- | ---- | --------------------------------- | ------------------ |
| 107  | S + 2.0 | 51  |      | Cox Kocher Peter Mattli           | Ferrari 250 GTO    |
| 108  | S 1.6   | 72  |      | Massimo de Antoni Gilberto Romano | Osca 1600 GT       |
| 109  | GT 1.3  | 131 |      | Cesare Poretti                    | Lancia Fulvia HF/R |
| 110  | T + 1.3 | 140 |      | Henri Chemin D‘Anna               | Ford Mustang       |
| 111  | T 1.3   | 170 |      | Henri Chemin D‘Anna               | Renault R8         |

### Klassensieger
| Klasse   | Fahrer           | Fahrer             | Fahrer         | Fahrzeug             | Platzierung im Gesamtklassement |
| -------- | ---------------- | ------------------ | -------------- | -------------------- | ------------------------------- |
| P + 2.0  | Udo Schütz       | Gerhard Mitter     |                | Porsche 910 2.2      | Gesamtsieg                      |
| P 2.0    | Gijs van Lennep  | Vic Elford         |                | Porsche 911R         | Rang 3                          |
| P 1.0    | Enzo Buzzetti    | Secondo Ridolfi    |                | Fiat-Abarth 1000 SP  | Rang 40                         |
| S + 2.0  | Edward Nelson    |                    |                | Ford GT40            | Rang 13                         |
| S 2.0    | Leo Cella        | Giampiero Biscaldi |                | Porsche 906          | Rang 5                          |
| S 1.6    | Aldo Bersano     | Mario Regis        |                | Alfa Romeo Giulia TZ | Rang 25                         |
| S 1.3    | Mauro Nesti      | Ernst Furtmayr     | Toine Hezemans | Abarth 1300 OT       | Rang 11                         |
| S 1.0    | Mauro Baldo      | Claudio Margoni    |                | Fiat-Abarth 1000S    | Rang 49                         |
| GT + 1.6 | Dan Margulies    | Rob Mackie         |                | Porsche 911S         | Rang 30                         |
| GT 1.6   | Giuseppe Ceccato | Franco Pianezzola  |                | Fiat 124             | Rang 31                         |
| GT 1.3   | Luigi Cabella    | Giovanni Marini    |                | Lancia Fulvia HF/R   | Rang 23                         |
| T + 1.3  | Antonio Zadala   | Silvio Moser       |                | Alfa Romeo GTA       | Rang 7                          |
| T 1.3    | Giuliano Facetti | Marco Crosina      |                | Lancia Fulvia HF     | Rang 15                         |

### Renndaten
- Gemeldet: 111
- Gestartet: 99
- Gewertet: 49
- Rennklassen: 13
- Zuschauer: unbekannt
- Wetter am Renntag: heiß und trocken
- Streckenlänge: 66,200 km
- Fahrzeit des Siegerteams: 4:18:59,000 Stunden
- Gesamtrunden des Siegerteams: 8
- Gesamtdistanz des Siegerteams: 529,600 km
- Siegerschnitt: 122,695 km/h
- Pole Position: keine
- Schnellste Rennrunde: Gerhard Mitter – Porsche 910 2.2 (#1) – 31:50,600 = 124,736 km/h
- Rennserie: 9. Lauf zur Sportwagen-Weltmeisterschaft 1967